# Arne Müntzing
Arne Müntzing, född 2 mars 1903 i Göteborg, död 7 januari 1984 i Lund, var en svensk genetiker.

## Biografi
Müntzing disputerade 1930 vid Lunds universitet, där han 1938-1968 var professor i ärftlighetslära. Han blev 1938 ledamot av Fysiografiska sällskapet i Lund, 1945 av Lantbruksakademien och 1949 av Vetenskapsakademien.
Müntzing var den förste som experimentellt lyckades framställa en i naturen redan existerande art: genom korsning av Galeopsis pubescens och speciosa (hampdån) och kromosomfördubbling erhöll han 1930 en produkt som i allt väsentligt överensstämde med Galeopsis tetrahit (pipdån). Främst bedrev han forskning kring sädesslagens genetik. Hans lärobok Ärftlighetsforskning (1953) har givits ut i flera upplagor och på flera språk. 
Han var från 1933 gift med folkskolläraren Gudrun Lewis-Jonsson (1912–2000), dotter till hovpredikanten Lewis Jonsson och Rut Wihlborg. Paret hade barnen Lars (född 1934), Lena (1938–1939), Jonas (född 1940), Eva (född 1943), Karin (1946-2022) och Hans Erik (född 1950).